# 延原秀飛
延原 秀飛（のぶはら しゅうと、2001年12月6日 - ）は、ジャパンラグビーリーグワン埼玉パナソニックワイルドナイツに所属するラグビー選手。

## プロフィール
- 岡山県美咲町出身[1]。
- ポジションはナンバーエイト(No8)。
- 身長 184 cm、体重 95 kg

## 来歴
7歳からラグビーを始めた。
2020年、京都成章高校卒業後、帝京大学に入る。なお京都成章高校時代、高校日本代表に選ばれたことがある。
2024年、アーリーエントリーで埼玉パナソニックワイルドナイツに加入。
2025年6月上旬からニュージーランド・ノースカンタベリーに留学。